# Беніфайро-де-лес-Вальс
Беніфайро-де-лес-Вальс, Беніфайро-де-лос-Вальєс (валенс. Benifairó de les Valls (офіційна назва), ісп. Benifairó de los Valles) — муніципалітет в Іспанії, у складі автономної спільноти Валенсія, у провінції Валенсія. Населення — 2162 особи (2010).

## Географія
Муніципалітет розташований на відстані близько 300 км на схід від Мадрида, 29 км на північ від Валенсії.

## Демографія
Динаміка населення (INE ):

## Галерея зображень

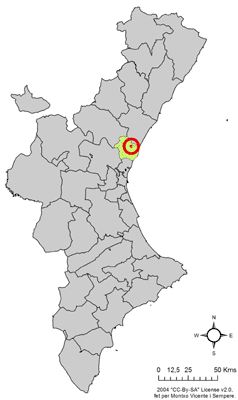
Розташування муніципалітету у автономній спільноті Валенсія
Розташування муніципалітету @~ у комарці Кампо-де-Морведре
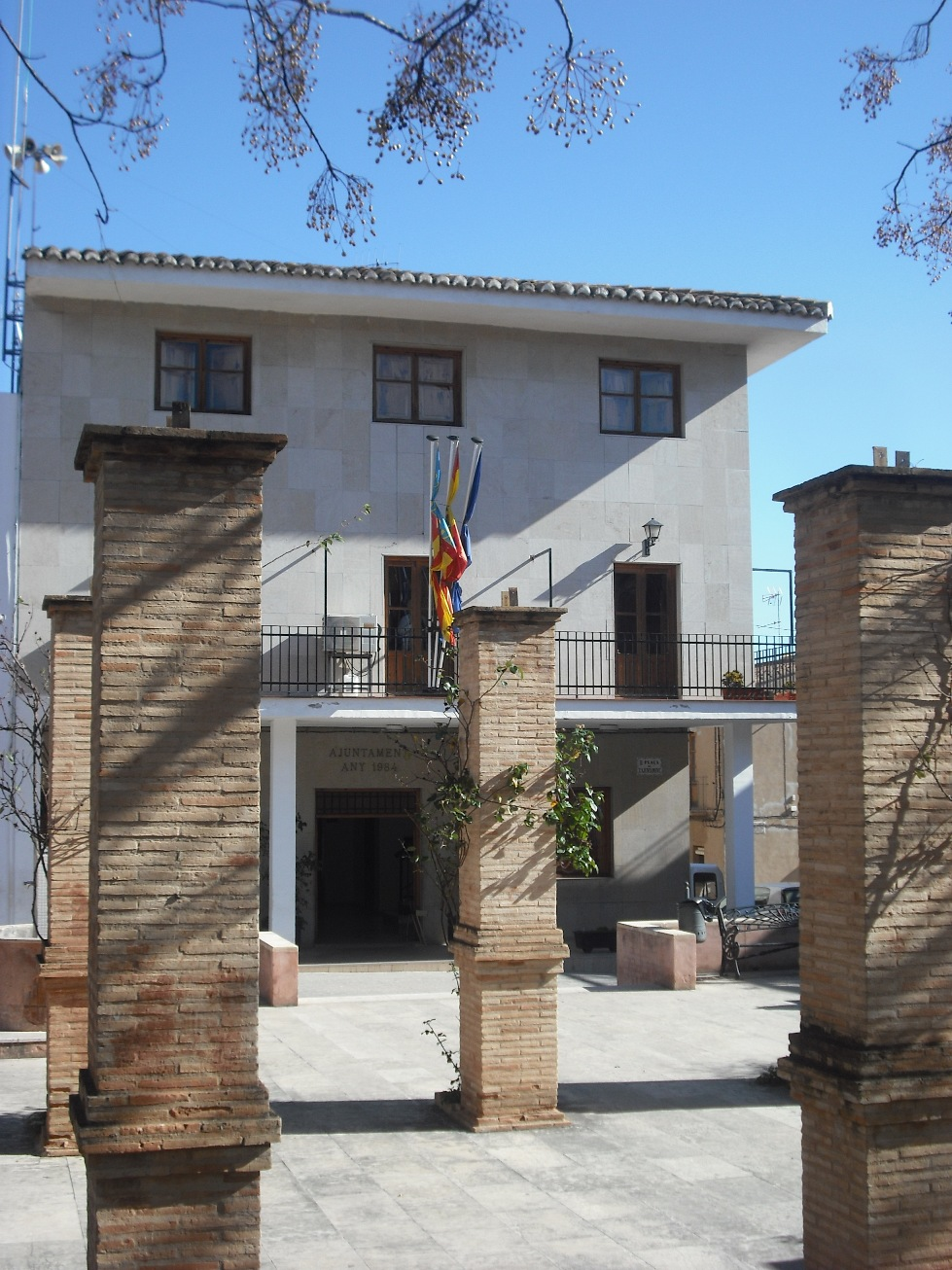
Муніципальна рада